# Ion Mihalache
 Der er for få eller ingen kildehenvisninger i denne artikel, hvilket er et problem. Du kan hjælpe ved at angive troværdige kilder til de påstande, som fremføres i artiklen.

Ion Mihalache (født 3. marts 1882, død 6. marts 1963) var en rumænsk politiker. Han var stifter af Rumæniens Bondeparti og et fremtrædende medlem af partiets efterfølger Det Nationale Bondeparti (PNȚ).